# Itio in partes
Itio in partes (lat.) bedeutet das „Auseinandertreten“ der verschiedenen Parteien. Namentlich geht der Begriff auf einen Abstimmungsmodus des frühen deutschen Reichstags zur Beschlussfindung in Religionssachen zurück.

## Heiliges Römisches Reich
Das Itionsrecht im deutschen Reichsrecht bezog sich auf die Befugnis der Reichsstände, Entscheidungen der katholischen und der evangelischen Konfession in Religionsangelegenheiten sowie auch in anderen Sachentscheidungen durch Stimmenmehrheit im Reichstag abzulehnen. In einem solchen Fall konnte eine Trennung (Itio in partes) der Reichsstände in zwei konfessionelle Körperschaften (Corpus Catholicorum und Corpus Evangelicorum) stattfinden, von denen jede getrennt abstimmte. Ein Reichstagsbeschluss konnte nur durch anschließende Vereinigung in den beiderseitigen Entschließungen zustande kommen.

## Kirchenrecht
Das evangelische Kirchenrecht kennt diesen Vorgang bis heute. Kommen bei einer Synode unterschiedliche Bekenntnisgruppen zusammen und ein Beschluss ist von einer dieser Bekenntnisgruppen aufgrund ihres Bekenntnisses nicht tragbar, so wird die Verhandlung zunächst nach Bekenntnisgruppen gesondert weitergeführt. Die Bekenntnisgruppe muss nun intern abstimmen. Ist dabei keine Mehrheit für einen Antrag zustande gekommen, so kann kein Beschluss der Gesamtsynode gefasst werden.